# Artūrs Štālbergs
Artūrs Štālbergs (Liepāja, 15 ottobre 1984) è un ex cestista e allenatore di pallacanestro lettone.

## Carriera
Con la Lettonia ha disputato i Campionati europei del 2009.